# Alessia Giuliani
Alessia Giuliani (Genova, 24 aprile 1972) è un'attrice italiana di formazione teatrale, attiva anche nel cinema e nella televisione.

## Biografia
Nata e cresciuta a Genova, vi ha frequentato l'Accademia ligustica di belle arti e la Scuola di recitazione dell'allora Teatro Stabile,  debuttando nel 1995 nel saggio-spettacolo Sir Galvano e il Cavaliere Verde di Dennis Scott, diretta da Anna Laura Messeri; ha poi preso parte a decine fra allestimenti teatrali, film e serie televisive.
The Hollywood Reporter l'ha definita « una di quelle interpreti che ti fanno credere che persino in Italia il lavoro duro e appassionato venga premiato. Attrice solida ed eclettica, capace di farsi apprezzare al cinema e a teatro da addetti ai lavori e spettatori. »
In palcoscenico ha interpretato sia grandi classici – da Antigone a Questa sera si recita a soggetto, da Sogno di una notte di mezza estate al Misantropo, dal Don Giovanni alla Bottega del caffè – sia testi contemporanei – lo “storico” Rumori fuori scena di Michael Frayn, Bash di Neil LaBute, Alla stessa ora, il prossimo anno di Bernard Slade – e di giovani autori italiani e stranieri, cimentandosi anche in alcune regie.
Nel suo percorso trovano uno spazio particolare spettacoli di valore civile e sociale: nel 2001 interpretò la condannata a morte nella versione teatrale di Garage Olimpo, un realistico allestimento dove gli spettatori erano in scena, insieme agli attori che impersonavano i detenuti e i loro aguzzini.
Di notevole impegno anche Il viaggio di Nicola Calipari di Fabrizio Coniglio, del quale è pure co-regista, risalente al 2009 poi più volte ripreso.  
Nello stesso solco messinscene come Genova 01, sulle torture durante il G8 2001, Sangue nostro, sulla strage mafiosa di Pizzolungo, e 55 giorni. L'Italia senza Moro, da un'idea di Luca Zingaretti, trasmesso anche su RAI 1 da via Caetani.
Nel 2023 Nanni Moretti, che al cinema l'aveva diretta in Tre piani, la volle per il proprio debutto nella regia teatrale, quale coprotagonista di Diari d'amore, due atti unici di Natalia Ginzburg (Dialogo e Fragola e Panna). 
Su quell'esperienza la Giuliani dichiarò: « Nanni ti suggerisce come abitare i testi, frequentarne il ritmo, sentirne le sillabe. »
Al cinema ha debuttato con i fratelli Paolo e Vittorio Taviani in Tu ridi, lavorando poi con registi quali Muccino, Ligabue, Marco Risi, Soldini, Sorrentino, Vicari e Zingaretti, oltre al citato Moretti.
In televisione ha lavorato in serie di successo su RAI, Mediaset e piattaforme, « partecipazioni innumerevoli e tutte di notevole importanza e consenso di pubblico »: Il maresciallo Rocca, Distretto di Polizia, Vento di ponente, Cuore contro cuore, Codice rosso, Tutto può succedere, L'allieva, Il paradiso delle signore, Petra, Doc - Nelle tue mani, Più forti del destino, Bangla - La serie e Tutto quello che ho.
Nella serie Netflix Il capo perfetto è al fianco del protagonista, Luca Zingaretti, nel ruolo della moglie. 
Sul piccolo schermo è apparsa anche in trasmissioni quali Camera Café con Luca Bizzarri e Paolo Kessisoglu, e Rido, di e con Zuzzurro e Gaspare, entrambe su RAI 2.
Nel 2018 è stata la mamma nella famiglia protagonista di una serie di spot della Nutella.

## Vita privata
Vive nella Capitale, dove si è trasferita a inizio carriera e dove ha sposato un imprenditore romano, con cui ha avuto due figli: Tommaso (2003) e Sofia (2005). Durante il fermo dei teatri e dei set causa pandemia di Covid ha ripreso a dipingere, realizzando ritratti di familiari, colleghi e amici poi pubblicati su propri profili Facebook e Instagram.

## Teatro
- Sir Galvano e il Cavaliere Verde, di Dennis Scott, regia Anna Laura Messeri (1996)
- Rumori fuori scena, di Michale Frayn, regia Marco Sciaccaluga (1998)
- Incidente di percorso, regia Marcello Cotugno (1998)
- Sogno di una notte di mezza estate, di William Shakespeare, regia Lello Arena (1998)
- Gabriele di Fausto Paravidino e Giampiero Rappa, regia di Giampiero Rappa (1999)
- Antigone, di Sofocle, regia Pierpaolo Sepe (1999)
- Bash di Neil LaBute, regia Marcello Cotugno (1999)
- Alarms di Michale Frayn, regia di Andrea Brambilla (2000)
- Niente e nessuno di Letizia Russo, regia di Marcello Cotugno (2000)
- Denny e il profondo mare blu di John Patrick Shanley, regia di Pierpaolo Sepe (2000)
- Bintou di Koffi Kwahulè, regia di Daniela Giordano (2000)
- Garage Olimpo di Marco Bechis, regia di Carlo Fineschi (2001)
- Genova '01 di Fausto Paravidino, regia di Filippo Dini (2001)
- Sing your hat out for the lads, regia di Paolo Zuccari (2002)
- Io rosso tu blu, regia di Paolo Zuccari (2005)
- Looking at you, regia di Marcello Cotugno (2006)
- In circolo, testo e regia di Riccardo Mosca (2007)
- Lascia stare la polvere, testo e regia di Paolo Zuccari (2007)
- Il Misantropo, di Moliere, regia di Alberto Giusta (2008)
- Obbligo di velo, regia di Fabrizio Coniglio e Alessia Giuliani (2008)
- Il viaggio di Nicola Calipari di Fabrizio Coniglio, regia di Fabrizio Coniglio e Alessia Giuliani (2009)
- La bottega del caffè, di Carlo Goldoni, regia di Antonio Zavatteri (2009)
- Questa sera si recita a soggetto, di Luigi Pirandello, regia di Alberto Giusta (2010)
- Don Giovanni, di Moliere, regia di Antonio Zavatteri (2011)
- Maria Elisabetta nate Regine, di Emanuela Guaiana (da Schiller), regia di Alessia Giuliani e Lisa Galantini (2012)
- Polvere alla polvere, di Robert Farquhar, regia di Flavio Parenti (2012)
- La distanza da qui, di Neil LaBute, regia di Marcello Cotugno (2014)
- Le Prenom (Cena tra amici), di Alexandre de La Patellière e Matthieu Delaporte, regia di Antonio Zavatteri ((2016, poi ripreso fino al 2019)
- 55 giorni. L'Italia senza Moro, di Stefano Massini e Luca Zingaretti (anche regista) (2018)
- Sangue nostro, di Michela Gargiulo, Margherita Asta e Fabrizio Coniglio, regia di Coniglio e Giuliani (2019)
- Alla stessa ora, il prossimo anno, di Bernard Slade, regia Antonio Zavatteri (2022)
- Diari d’amore di Natalia Ginzburg (gli atti unico Dialogo e Fragola e Panna), regia di Nanni Moretti (2023)
- Le Prenom (Cena tra amici), di Alexandre de La Patellière e Matthieu Delaporte, regia Antonio Zavatteri (2025, ripresa)

## Filmografia

### Cinema
- Tu ridi regia di Paolo e Vittorio Taviani (1998)
- Baciami ancora di Gabriele Muccino (2010)
- Diaz regia di Daniele Vicari (2011)
- Sono un pirata, sono un signore regia di Edoardo Tartaglia (2013)
- Made in Italy regia di Luciano Ligabue (2017)
- L'amore a domicilio regia di Emiliano Corapi (2018)
- Bangla regia di Phaim Bhuiyam (2018)
- Gli infedeli regia di Stefano Mordini (2019)
- Tre piani regia di Nanni Moretti (2019)
- Il filo invisibile regia di Marco Simon Puccioni	(2020)
- Io e Spotty, regia di Cosimo Gomez (2021)
- 3/19, regia di Silvio Soldini (2021)
- Suspicious mind, regia di Emiliano Corapi (2022)
- Il punto di rugiada, regia di Marco Risi (2022)
- Holiday, regia di Edoardo Gabbriellini (2023)
- La casa degli sguardi regia di Luca Zingaretti (2025)
- La grazia regia di Paolo Sorrentino (in lavorazione) (2025)

### Televisione
- Il maresciallo Rocca, regia di Giorgio Capitani (1996)
- Ultimo, regia di Stefano Reali (1998)
- Distretto di Polizia, regia di Renato De Maria (2000)
- La squadra regia di AA. VV. (2000)
- Il testimone, regia di Michele Soavi (2001)
- Vento di ponente, regia di Gianni Lepre e Alberto Manni (2002)
- Distretto di Polizia 3, regia di Monica Vullo (2002)
- Distretto di Polizia 4, regia di Monica Vullo (2003)
- Ultima pallottola, regia di Michele Soavi (2003)
- Rido, di e con Zuzzurro e Gaspare, RAI 2 (2003)
- Cuore contro cuore, regia di Riccardo Mosca (2004)
- Vento di ponente 2, regia di Ugo Fabrizio Giordani e Alberto Manni (2004)
- Codice Rosso, regia di Riccardo Mosca e Monica Vullo (2006)
- Nati ieri, regia di Carmine Elia (2006)
- Anna e i cinque, regia di Monica Vullo (2008)
- Medicina Generale, regia di Luca Ribuoli (2009)
- Don Matteo 9, regia di Monica Vullo (2013)
- Un marito di troppo, regia di Luca Ribuoli (2013)
- Grand Hotel, regia di Luca Ribuoli (2014)
- Commissario Rex VIII, regia di Manetti Bros (2014)
- L’allieva, regia di Luca Ribuoli (2015)
- Il paradiso delle signore, regia di Monica Vullo (2015)
- Tutto può succedere, regia di Lucio Pellegrini e Alessandro Angelini (2015-2016)
- Non uccidere, seconda stagione, regia di AA. VV. (2016)
- La mafia uccide solo d’estate 2, regia di Luca Ribuoli (2017)
- Camera Café, sesta stagione, regia di Fabrizio Gasparetto (2017)
- Dottoressa Gio’, regia di Antonello Grimaldi (2018)
- 55 giorni. L'Italia senza Moro, (ripresa tv della lettura teatrale) (2018)
- Petra, regia di Maria Sole Tognazzi (2019)
- Doc – Nelle tue mani, regia di Jan Michelini (2019)
- Fino all'ultimo battito, regia di Cinzia TH Torrini (2020)
- Più forti del destino, regia di Alexis Sweet (2021)
- Bangla - la serie, regia di Emanuele Scaringi (2021)
- I fantastici 5, regia di Alexis Sweet (2024)
- Tutto quello che ho, regia di Riccardo Mosca e Monica Vullo (2025)
- Il capo perfetto, regia di Roan Johnson e Niccolò Falsetti (2025)

### Cortmetraggi
- La Gabbia, regia di Antonella Sica e Cristiano Palozzi (mediometraggio)
- Come per caso, regia di Antonella Sica e Cristiano Palozzi (mediometroggio)
- Camillo, regia di Riccardo Mosca
- Per Caso di Tiromancino, regia Francesco Lagi